# Archikonfraternia Literacka

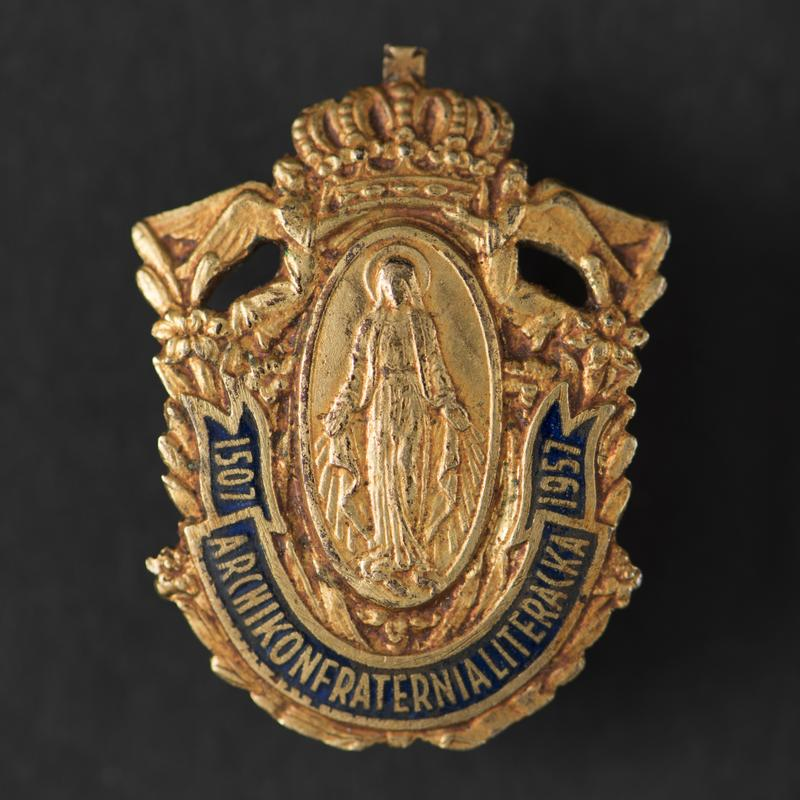
Odznaka Archikonfraterni Literackiej

Archikonfraternia Literacka – rzymskokatolickie arcybractwo religijne, działające nieprzerwanie od XVI wieku w Warszawie, od połowy XVII wieku przy  kolegiacie (potem katedrze) św. Jana. Początkowo koncentrowało się na śpiewach kościelnych i przyjmowało na braci wyłącznie mężczyzn umiejących czytać, tzw. viri literati. Z czasem rozpoczęło także działalność charytatywną i społeczną.

## Geneza, siedziby i status

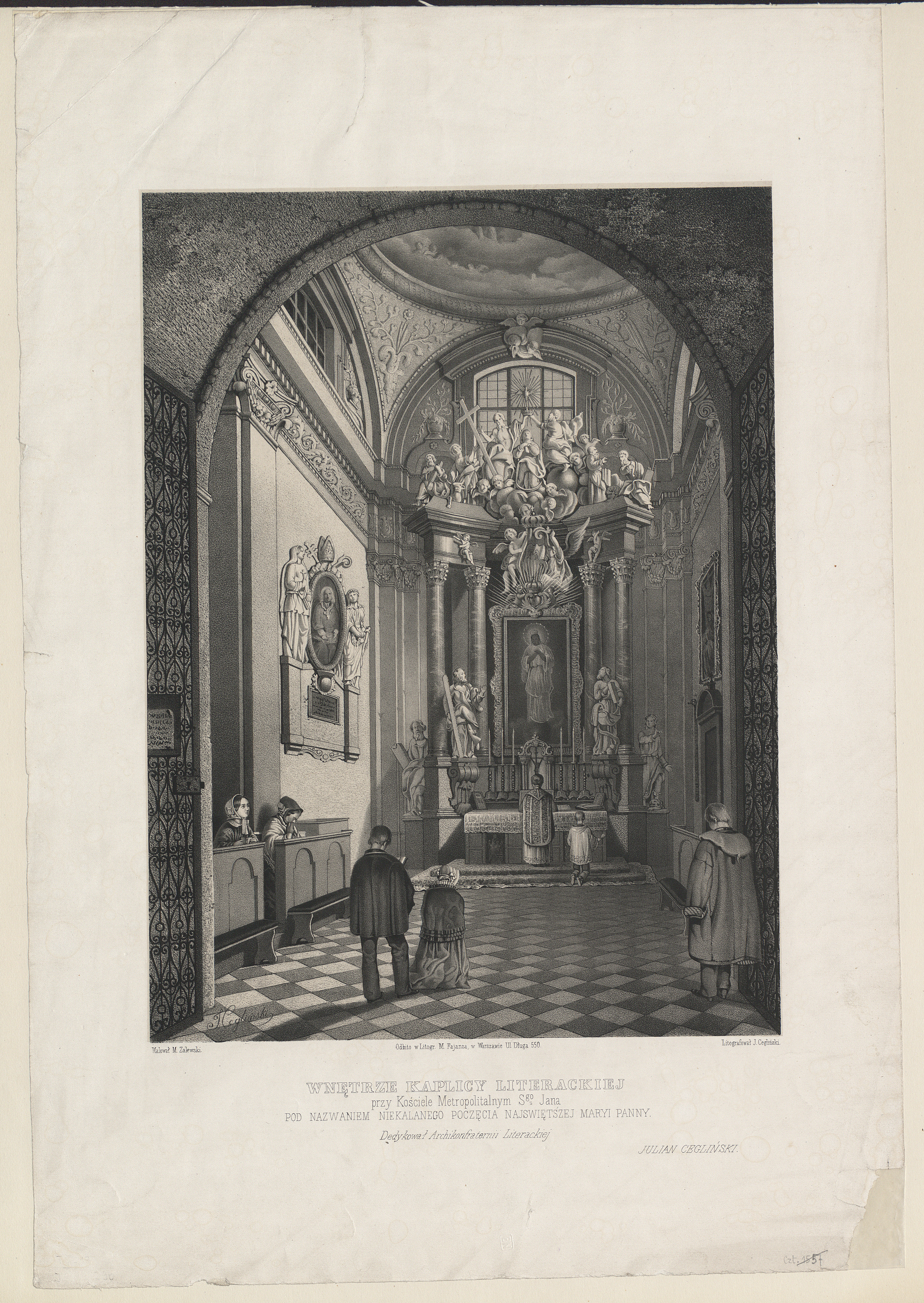
Kaplica Literacka w katedrze św. Jana w Warszawie w początkach XX wieku

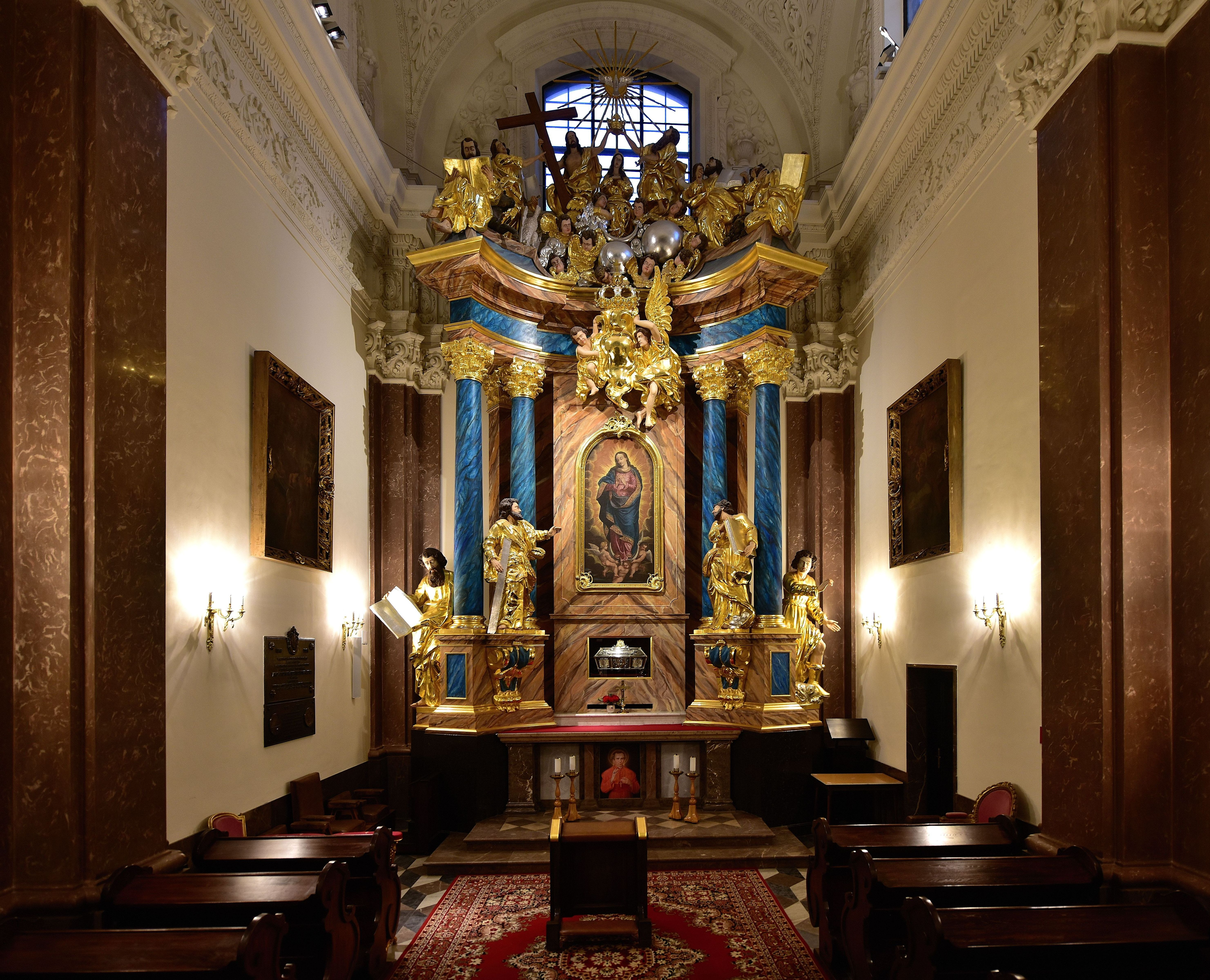
Kaplica Literacka w 2017 roku

Jak podaje Encyklopedia kościelna z 1873 roku, pierwotnie bractwa literackie były tworzone, by ich członkowie odprawiali modły i śpiewali psalmy po łacinie, do czego potrzebna była umiejętność czytania. Z czasem zaczęto także przyjmować  członków niepiśmiennych. Zwykle bractwa znajdowały się pod opieką Najświętszej Marii Panny. Przyjmowano, że pojawiły się w Polsce około 1350 roku i istniały przy niemal każdym miejskim kościele. Nazwę „bractwo literackie” wywodzono także od listu z błogosławieństwem Najświętszej Maryi Panny, który mieli otrzymać świeżo nawróceni przez apostoła Pawła mieszkańcy Messyny, co skłoniło ich do zawiązania pierwszego takiego bractwa pod nazwą Maria Litterarum.
Encyklopedia kościelna i Encyklopedia powszechna Orgelbranda wskazują na rok 1540 jako moment powstania Konfraterni Literackiej  w Warszawie, protoplastki Archikonfraterni Literackiej. Strona poświęcona Archikonfraterni w portalu  katedry św. Jana i Encyklopedia Warszawy podają datę wcześniejszą: rok 1507.
Konfraternia została założona przez kanoników regularnych przy kościele św. Jerzego w Warszawie. Od 1579 roku działała przy kościele Św. Ducha, a po jego zniszczeniu w czasie wojen ze Szwecją, od 1657 roku przy kolegiacie św. Jana (w 1798 podniesionej do rangi katedry).
Zmiana siedziby na kościół św. Jana nie była prostym procesem, bo już po dwóch latach w nim spędzonych bracia ponownie się przenieśli, tym razem do kościoła Jezuitów. Potem jednak w łonie bractwa nastąpiły niesnaski i jego część w 1667 roku wróciła do kościoła św. Jana. W sprawę wdał się magistrat miejski, który zdołał zażegnać spory i doprowadzić do definitywnego powrotu całego bractwa do kościoła św. Jana w 1669 roku. Konfraternia otrzymała wtedy własną Kaplicę Literacką.
W 1673 roku dotychczasowa Konfraternia została podniesiona do statusu Archikonfraterni Literackiej p.w. Niepokalanego Poczęcia Najświętszej Maryi Panny.
W latach osiemdziesiątych XX wieku powstały domy Archikonfraterni w Bydgoszczy i Mysłowicach, przeznaczone dla braci mieszkających poza Warszawą.

## Członkowie i działalność
Historycznie bractwo zrzeszało osoby stanów mieszczańskiego i szlacheckiego, przy czym wymagana była umiejętność czytania i pisania po polsku oraz po łacinie. Takie osoby określano wówczas łacińskim terminem viri literati.
Po odnowieniu Bractwa w 1669 roku otrzymało ono od działającego z upoważnienia biskupa Stefana Wierzbowskiego magistratu miejskiego nowe ustawy brackie. Powołano wówczas króla Michała Korybuta Wiśniowieckiego na protektora. Od 1676 roku seniorami byli na przemian przedstawiciele mieszczaństwa i szlachty.
Członkami-protektorami byli królowie, także liczni dostojnicy świeccy i duchowni. Księga pamiątkowa archikonfraterni, zaginiona w czasie powstania warszawskiego, zawierała m.in. podpisy  Michała Korybuta Wiśniowieckiego i Jana III Sobieskiego, królowych, dostojników państwowych, dwóch papieży i innych hierarchów Kościoła katolickiego, trzech świętych i jednego błogosławionego.  Po wojnie założono nową księgę, w której znajdują się wpisy dostojników kościelnych. Papież Jan Paweł II został Najwyższym Protektorem Archikonfraterni i wpisał się do księgi, podobnie jak kolejni metropolici warszawscy, będący Protektorami Głównymi: kardynałowie Stefan Wyszyński, Józef Glemp i Kazimierz Nycz.
Działalność Archikonfraterni początkowo dotyczyła spraw religii i kultywowania muzyki kościelnej. W 1840 roku Archikonfraternia dostała nowe prawa, związane z zadaniami charytatywnymi, grzebania współbraci oraz opieką nad pozostawionymi przez nich rodzinami. Prowadziła także działalność edukacyjną i wychowawczą.
W okresie PRL Archikonfraternia utraciła osobowość prawną, którą odzyskała w 1994 roku. Mimo tego przetrwała jako instytucja, w czym udział miał ówczesny prymas kardynał Stefan Wyszyński. W okresie stanu wojennego bracia angażowali się w działalność społeczną w Prymasowskim Komitecie Pomocy Osobom Pozbawionym Wolności i ich Rodzinom, organizowali odczyty i publikowali zeszyty poświęcone społecznej nauce Kościoła. Rola ta wygasła po upadku komunizmu w Polsce.
Arcybractwo poświęca się działalności religijnej i na polu społecznej nauki Kościoła, w tym ochronie rodziny oraz kontynuuje tradycje charytatywne.